# Stadsgronings
Het Stadsgronings (ook Stadjeders genoemd) is het Groningse dialect zoals dat door de bewoners van de stad Groningen (in het eigen dialect: "Stadjers") wordt gesproken. Dit dialect wordt van oudsher ook gesproken in de dorpen van de voormalige gemeente Haren.
Het Stadsgronings is het originele Gronings dat tot de late middeleeuwen alleen in de stad zelf werd gesproken. Bij de vereniging van Stad en Lande (provincie) werd het Fries uit de Ommelanden grotendeels verdrongen door het Gronings. In de provincie wordt nog een aantal Friese woorden of uitdrukkingen gebruikt die niet aanwezig zijn in het Stadsgronings.

## Classificatie
Het Stadsgronings behoort tot de Nedersaksische variëteit waar ook de andere Groningse dialecten toe behoren. Ook het Oostfries (Duitsland) is hieraan overigens nauw verwant.
Het Stadsgronings is sterk verwant aan het Noordenvelds (Noord-Drents) dat ook tot het Gronings wordt gerekend. Historisch is het sterk verbonden met het Veenkoloniaals, aangezien de ontginning van dit gebied grotendeels op initiatief van de stad gebeurde.

## Hoofdkenmerken
Twee specifieke dingen vallen op aan de Groningse stadstaal. Ten eerste zijn veel typisch Groningse klanken er minder uitgesproken aanwezig. De klinker in een woord als ploat klinkt opener dan elders in de provincie (eerder /ɒː/ dan /ɔː/) en de wijde, 'knauwende' tweeklanken van het Gronings klinken er minder extreem. In een woord als vèr(e) "vier" is de diftongering zelfs helemaal uitgebleven (in de Ommelanden is dit meestal vaaier). Hierdoor klinkt het Stadsgronings veel plattelanders wat Drents in de oren. Verder heeft het Stadsgronings tweeklanken in een paar woorden waar het andere Gronings eenklanken bewaard heeft. De persoonlijke voornaamwoorden mai, dou, dai en jou staan hierdoor tegenover mie, doe, die en joe.

## Ontwikkeling
Ook al is het Stadsgronings het originele Gronings, het zuivere dialect verdwijnt langzaam. Dit proces begon in de tweede helft van de negentiende eeuw, toen het Gronings langzaamaan sociaal gekleurd en steeds meer tot de volksklasse beperkt raakte. Verder heeft de stad Groningen sinds de twintigste eeuw een grote immigratie gekend, zowel van Groningers als van niet-Groningers. Veel sprekers van het Gronings in de stad zijn van het platteland afkomstig en spreken daarom geen Stadsgronings. De invloed van andere Groningse dialecten blijkt zodanig dat ook de Stadjers die nog Gronings spreken hun dialect aan het platteland aanpassen. Woorden als dou, dai en vère zijn zelfs bij ouderen nog maar zeer beperkt in gebruik. Hierdoor, en doordat verkleinwoorden steeds op -ie uitgaan (vroeger op -ien), lijkt het Stadsgronings tegenwoordig sterk op het Veenkoloniaals.
Hogelandsters · Noordenvelds · Oldambtsters · Stadsgronings · Veenkoloniaals · Westerkwartiers · Westerwolds